# G. Fred DiBona Jr. Building
G. Fred DiBona Jr. Building (dříve známý jako Blue Cross-Blue Shield Tower a IBX Tower) je mrakodrap v pensylvánském městě Filadelfie. Má 45 pater a výšku 190,5 metru, je tak 6. nejvyšší ve městě. Budova disponuje asi 70 700 m2 převážně kancelářských ploch. Výstavba probíhala v letech 1988 - 1990 podle návrhu architektonické firmy WZMH Architects.